# Saint-Aubin-de-Terregatte
Saint-Aubin-de-Terregatte ist eine französische Gemeinde mit 651 Einwohnern (Stand: 1. Januar 2022) im Département Manche in der Region Normandie. Die Gemeinde gehört zum Arrondissement Avranches und zum Kanton Saint-Hilaire-du-Harcouët. Die Einwohner werden Saint-Aubinais genannt.

## Geographie
Saint-Aubin-de-Terregatte liegt etwa 12 Kilometer südsüdöstlich des Stadtzentrums von Avranches am Bevron, der hier in die Sélune, die die Gemeinde im Norden begrenzt, mündet. Umgeben wird Saint-Aubin-de-Terregatte von den Nachbargemeinden Poilley im Norden und Nordwesten, Ducey-Les Chéris im Norden und Nordosten, Saint-Laurent-de-Terregatte im Osten, Saint-Georges-de-Reintembault im Südosten, Montjoie-Saint-Martin im Süden, Saint-Senier-de-Beuvron im Westen und Südwesten sowie Juilley im Westen und Nordwesten.

## Bevölkerungsentwicklung
| Jahr                       | 1962 | 1968 | 1975 | 1982 | 1990 | 1999 | 2008 | 2018 |
| Einwohner                  | 961  | 908  | 741  | 654  | 591  | 563  | 711  | 672  |
| Quellen: Cassini und INSEE |      |      |      |      |      |      |      |      |

## Sehenswürdigkeiten
- Kirche Saint-Aubin aus dem 18. Jahrhundert
- Herrenhaus von Dougeru aus dem 16./17. Jahrhundert
- Herrenhaus von Mirande aus dem 16. Jahrhundert

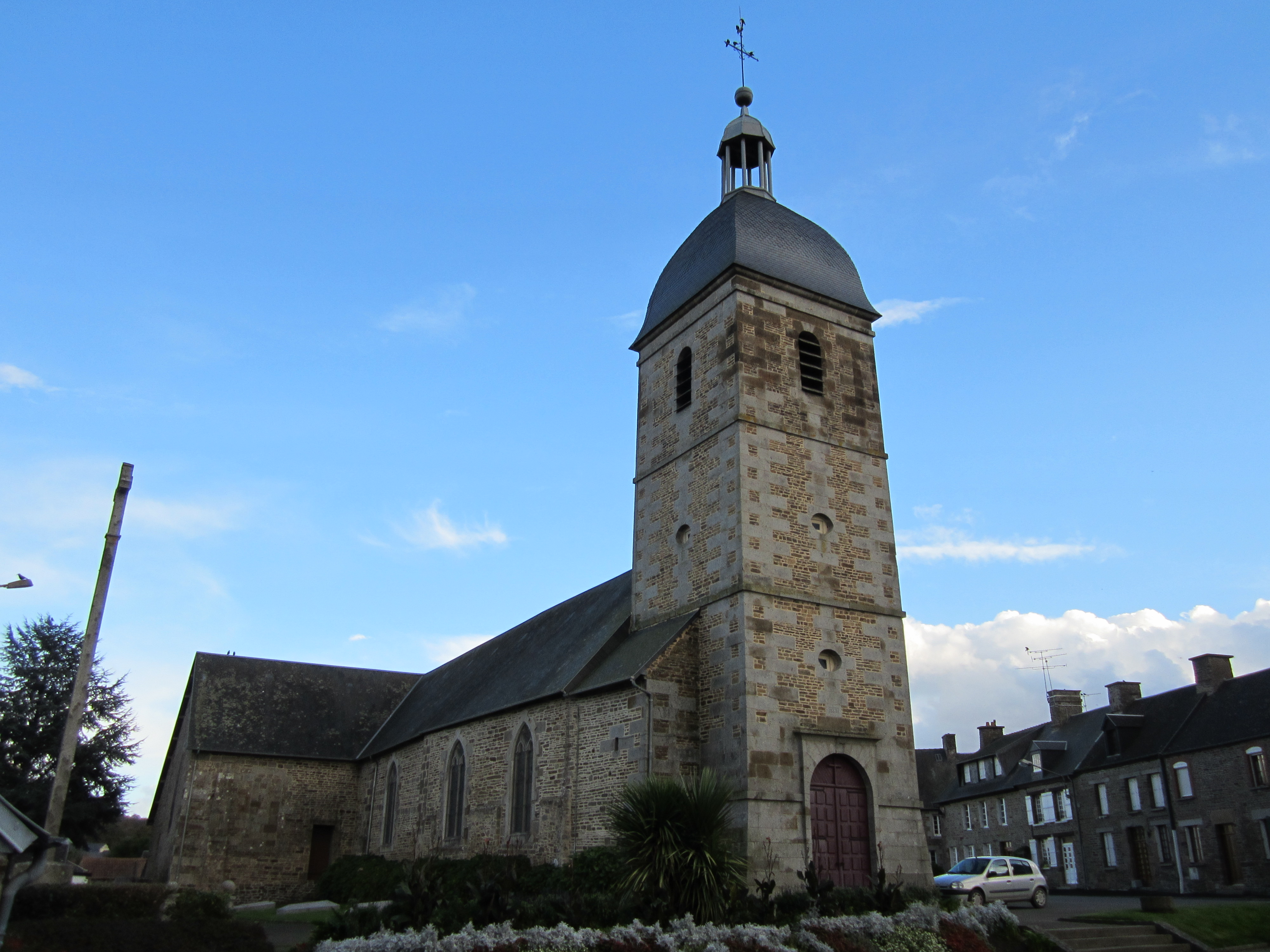
Kirche Saint-Aubin
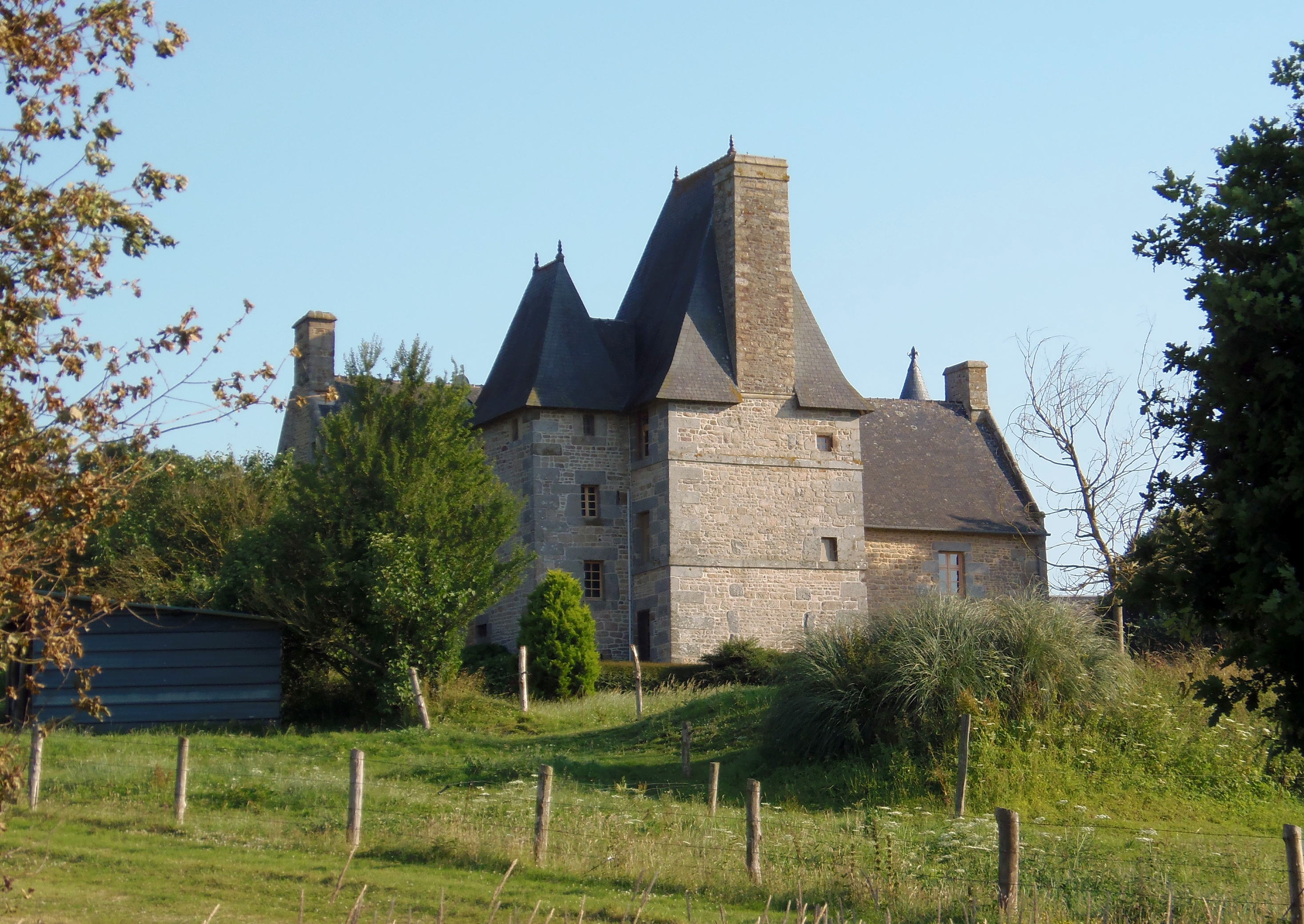
Herrenhaus von Dougeru